# Cool Water (parfum)

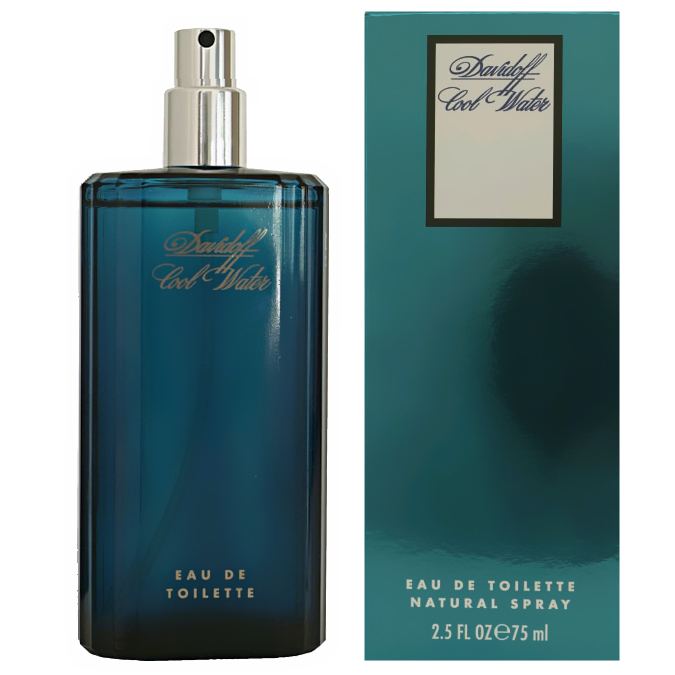
Cool Water

Cool Water is een eau de toilette voor heren, in 1988 geïntroduceerd door Davidoff. In 1996 is er ook een variant voor vrouwen op de markt gebracht onder de naam Cool Water Woman. Verder zijn er ook afgeleide producten zoals aftershave, douchegel en deodorant beschikbaar.

## Ontwikkeling
De parfumeur is Pierre Bourdon. Cool Water bevat munt, zeewater en rozemarijn als topnoten, lavendel, jasmijn, geranium en neroli als hartnoten en eikenmos, muskus en sandelhout als basisnoten.
De azuurblauwe fles is ontworpen door glasontwerper Serge Mansau. De kleur verwijst naar de oceaan.

## Reclame
Paul Walker , Scott Eastwood en Lost acteur Josh Holloway zijn bekende acteurs die verschenen in tv-spotjes en posters voor Cool Water. De heren werden afgebeeld met ontbloot bovenlichaam in de golfbranding.

## Varianten
Davidoff heeft vele varianten van Cool Water op de markt gebracht, die doorgaans tijdelijk beschikbaar zijn:
- 1996: Cool Water Woman[8]
- 2002: Cool Water Energizing Cologne (limited edition)[9]
- 2004: Cool Water Frozen (limited edition)
- 2004: Cool Water Deep
- 2005: Cool Water Sea, Scents and Sun (limited edition)
- 2005: Cool Water Deep Sea, Scents and Sun (limited edition)
- 2006: Cool Water Summer Fizz (limited edition)
- 2006: Cool Water Game
- 2007: Cool Water Wave Woman (limited edition)
- 2007: Cool Water Happy Summer (limited edition)
- 2007: Cool Water Game Happy Summer (limited edition)
- 2008: Cool Water Freeze Me (limited edition)
- 2009: Cool Water Cool Summer (limited edition)[10]
- 2010: Cool Water Ice Fresh (limited edition)[11]
- 2011: Cool Water Summer Dive (limited edition)[12]
- 2012: Cool Water Pure Pacific (limited edition)[13]
- 2013: Cool Water Into the Ocean (limited edition)[14]
- 2014: Cool Water Coral Reef (limited edition)[15]
- 2014: Cool Water Night Dive[16]
- 2015: Cool Water Summer Seas (limited edition)[17]
- 2016: Cool Water Exotic Summer (limited edition)[18]
- 2016: Cool Water Ocean Extreme (limited edition)[19]
- 2017: Cool Water Pacific (limited edition)[20]
- 2017: Cool Water Wave[21]
- 2018: Cool Water Caribbean[22]
- 2019: Cool Water Intense[23]